# 2024年中美囚犯交換
2024年9月15日及11月27日，中華人民共和國與美國進行多次囚犯交換行動。在2024年9月進行第一輪換囚後，經中美雙方數個月的秘密談判，美國總統祖·拜登於2024年11月在2024年秘魯APEC峰會期間，與中華人民共和國領導人習近平達成第二輪換囚協議。此次行動中，3名被拘留的美國公民從中國獲釋，與此同時，美國也釋放3名被拘留的中國公民，及遣返1名被中國通輯者，並下調對中國的旅遊警示。

## 背景
中美關係在當勞·特朗普首任總統任期以及祖·拜登總統任期與習近平執政時期，面臨諸多挑戰。從貿易戰、科技封鎖，到南海爭議及台灣問題，雙方在多個議題上存在深刻分歧，這使得雙邊關係長期處於緊張與不穩定的狀態。
而在間諜問題上，中美雙方曾互相指控對方進行間諜活動，特别是涉及技術和軍事情報的案件。美國指控中國利用大規模駭客攻擊和間諜進行軍事及商業間諜活動，而中國則反指美國在其內部進行間諜活動，這些指控常常導致雙方公民被拘留。
中美雙方政府互相指控對方「錯誤拘押」其公民，意圖使用「人質外交」，即通過拘留對方國家的公民來施壓，以達成其他外交或經濟目的。在2018年，加拿大應美國政府的請求，逮捕中國電信巨頭華為的高管孟晚舟。其後中國逮捕兩名加拿大人康明凱和邁克爾·斯帕弗，指控他們從事間諜活動。在2021年，美國司法部要求加拿大根據法律協議釋放孟晚舟後，中國隨即釋放康明凱和邁克爾·斯帕弗。

## 囚犯交換

### 談判及準備
在換囚行動前的數個月內，拜登政府與中國當局就相關事宜展開多輪秘密談判。期間，美國總統拜登、國務卿安東尼·布林肯、國家安全顧問傑克·沙利文及其他高級官員均與中方進行密切接觸，推動達成協議。
2024年9月15日，美國釋放一名身份未公開的被拘留中國公民，而中國則釋放已被監禁超過18年的美國牧師林大衛。與同年美俄換囚行動不同，此次事件引發的外界關注未獲官方回應，包括美國國務院、白宮和中國駐美國大使館均拒絕就此事發表評論。美國國務院未公開表示林大衛的釋放為換囚行動的一部分，並拒絕透露談判過程中如何爭取其自由的具體細節。2024年11月，在2024年秘魯APEC峰會期間，拜登與習近平親自會晤，兩人達成第二輪換囚協議。

### 被釋放的對象
2024年9月15日，在首輪換囚行動中，中美雙方分別釋放美國牧師林大衛以及1名身份未公開的中國公民，其可能為伯克利音樂學院留學生吳嘯雷，其因為網路上恐嚇張貼支持中國民主傳單的中國留學生而被定罪，其於9月12日獲拜登特赦。
隨後於2024年11月27日進行的第二輪換囚行動中，美國國家安全委員會發言人向CNN表示，此次行動中方共釋放3名美國公民，分別為商人李凱、商人馬克·斯維丹（Mark Swidan）及美國華人僑領梁成運。李凱被中方指涉嫌危害國家安全而定罪，馬克·斯維丹涉及毒品相關罪行，而梁成運則被中方控以間諜罪。美方承認，梁成運表面上是親華僑領，實則是美國聯邦調查局的線人，向其提供中國活動情報。然而，中美雙方均未透露被釋放的中國公民具體身份。
根據媒體綜合報導指，被美方釋放的中國公民可能為中華人民共和國國家安全部情報官員徐延軍、工程師兼美國陸軍預備役軍人季超群（部分報導稱其名為紀超群）以及美國德州南方卫理公会大学留學生靳善霖，前兩者因為間諜罪而被監禁，而後者則是涉及兒童色情罪行而被定罪。根據一名美國聯邦調查局幹員在其受審時作證指出，靳善霖的家庭「與中國共產黨內具影響力的成員有關聯」。此外，中華人民共和國外交部發言人毛寧證實，在此次換囚行動中，美方遣返1名身份未公開的中國通緝對象。
同時，美國國務院宣佈將對中華人民共和國（内地）及香港特別行政區的旅行警示從「第三級：建議重新考慮前往」下調至「第二級：建議提高警覺」，唯澳門特別行政區的旅行警示仍維持「第三級」。這一變化被視為換囚協議後的後續舉措，或旨在緩和中美關係中的部分緊張局勢。

#### 被美國釋放的對象
美國釋放以下對象：
| 姓名                | 國籍           | 拘留國 | 被拘留日期   | 職業                       | 罪名                                | 刑期  |
| ------------------- | -------------- | ------ | ------------ | -------------------------- | ----------------------------------- | ----- |
| 吳嘯雷              | 中华人民共和国 | 美国   | 2024年6月7日 | 伯克利音樂學院留學生       | 網絡跟蹤纏擾罪 跨州傳播威脅性通訊罪 | 9個月 |
| 徐延軍              | 中华人民共和国 | 美国   | 2022年11月   | 江苏省国安厅人员           | 間諜罪                              | 20年  |
| 季超群 （或紀超群） | 中华人民共和国 | 美国   | 2022年9月    | 工程師、美國陸軍預備役軍人 | 間諜罪                              | 8年   |
| 靳善霖              | 中华人民共和国 | 美国   | 2022年       | 南方卫理公会大学留學生     | 兒童色情罪                          | 8年   |

1名身份未公開的中國通緝對象被美方遣返。

#### 被中華人民共和國釋放的對象
中華人民共和國釋放以下對象：
| 姓名        | 國籍 | 拘留國         | 被拘留日期    | 職業               | 罪名       | 刑期     |
| ----------- | ---- | -------------- | ------------- | ------------------ | ---------- | -------- |
| 林大衛      | 美国 | 中华人民共和国 | 2006年        | 牧師               | 合同詐騙罪 | 無期徒刑 |
| 李凱        | 美国 | 中华人民共和国 | 2018年7月     | 商人               | 間諜罪     | 10年     |
| 馬克·斯維丹 | 美国 | 中华人民共和国 | 2012年11月    | 商人               | 走私毒品罪 | 死緩     |
| 梁成運      | 美国 | 中华人民共和国 | 2023年5月15日 | 商人、美國華僑僑領 | 間諜罪     | 無期徒刑 |

## 後續
在第二輪換囚行動後，3名獲釋的美國公民在11月27日乘坐全能國際航空班機到達德克薩斯州聖安東尼奧的軍事基地。國務卿布林肯會見他們，而他們的家人對拜登政府所做的努力表示感激。

## 反應

### 美国
換囚行動獲得美國跨黨派讚賞，共和黨籍參議員泰德·克鲁兹、共和黨眾議院外交事務主席邁克·麥考爾、民主黨眾議院外交事務高級成員格雷戈里·米克斯讚揚拜登政府為換囚所做的工作。
美國國務卿布林肯也在社交平台X／Twitter上祝賀三名美國公民於感恩節期間與家人團聚。

### 中华人民共和国
中華人民共和國外交部發言人毛寧在11月28日表示：「經過中國政府不懈努力，三名被美方錯誤羈押的中國公民平安回到祖國。」她稱中國當局不會放棄他們，指中方反對美方因政治目的而迫害中國公民，並採取措施維護中國公民的權益。

## 評論
這一事件被視為中美關係中的一項重要外交舉措。《紐約時報》評論指，對拜登而言，這是其任期結束前的最後幾週內，努力鞏固其對華戰略的嘗試，即在激烈競爭的同時，仍維持高層外交溝通管道的暢通；而對習近平而言，此舉可能是為與即將上任的當勞·特朗普第二任政府展開互動進行鋪墊。
時事評論員陸軍在接受自由亞洲電台採訪時指出，中美達成換囚協議極為罕見，「開了中國和美國之間交換囚犯的先例」，顯示中國當局試圖向即將上任的美國總統特朗普傳遞改善雙邊關係的意願，但也反映出中美關係已降至兩國建交以來的最低點。
《外國人看中國》（Sinocism）電子報的作者兼中國問題專家利明璋表示，中方選擇與美國交換靳尚霖出乎意料，他認為「一定還有其他中國公民在美國監獄的。」
台灣國立政治大學東亞研究所榮譽教授丁樹範指出，儘管中美在短短兩個月內完成兩次換囚，但尚未呈現制度化的跡象。他認為，此次換囚「必須要對美國放軟一點」，應視為中國向美國新政府釋放善意的舉動。不過，他認為這類換囚行動不太可能擴及香港的政治犯，例如黎智英和黃之鋒。原因在於中國目前經濟狀況不佳，社會問題層出不窮，習近平反而可能進一步加強對內部的控制。
台灣教授協會會長陳俐甫認為，北京釋放美國人是向西方國家傳遞緩和關係的信號，暗示西方人士可能有機會通過談判獲釋。他指出，儘管習近平不願在南海和東海問題上妥協，但為避免國際貿易環境惡化，中國仍需要與西方保持合作。